# Rudolf Bultmann
Rudolf Karl Bultmann (Wiefelstede, 20 augustus 1884 - Marburg, 30 juli 1976) was een Duits luthers exegeet, theoloog en filosoof. Hij maakte naam met zijn ontmythologisering van de nieuwtestamentische geloofsverkondiging.
Bultmann was zoon van een dominee. Hij bezocht van 1895 tot 1903 het gymnasium in Oldenburg, waarna hij protestantse theologie in Tübingen, Berlijn en Marburg ging studeren. In 1910 promoveerde hij aan de Philipps Universiteit Marburg, waar hij na zijn habilitatie in 1912 privaatdocent werd. Tot aan zijn emeritaat was hij hoogleraar in Breslau (1916-1920), Gießen (1920-1921) en Marburg (1921-1951).
Tijdens het Derde Rijk sloot Bultmann zich bij de Bekennende Kirche aan (1934) en waarschuwde voor vervalsingen van het geloof door een "völkische Religiosität". Ondanks zijn veronderstelde antisemitisme (hij nam ook na de Tweede Wereldoorlog stelling tegen het joodse geloof als "verkeerde heilsweg" en "mislukking in de zonde") nam hij stelling tegen de hetze tegen joden en verzette zich tegen de invoering van de Arische wetgeving.

## Theologie
In 1921 publiceerde hij zijn Die Geschichte der synoptischen Tradition, een schriftkritische analyse van de synoptici. Daarin stelde Bultmann dat de verkondigde Christus niet was gebaseerd op de historische Jezus, maar op de "Christus van het geloof en de cultus". Hij nam daarmee afstand van de opvatting van de toenmalige rationalistische liberale theologie, die meende dat het geloof baseerde op de historische ethisch handelende Jezus. Bultmann plaatste de kern van het geloof in de verkondiging van Christus (door zijn volgelingen). Daarmee zette hij overigens de deur open voor een andere rationalistische idee, namelijk dat de historische handel en wandel van Jezus aan relevantie verliest ten opzichte van de allesbepalende Christus-verkondiging, die immers niet noodzakelijk hoeft te stroken met de historische figuur Jezus.

### Ontmythologisering
Hij had met zijn werk al een basis gelegd voor de later door hem gepropageerde "de-mythologisering" van de geloofsverkondiging. In zijn in 1941 verschenen boek Neues Testament und Mythologie gaf hij zijn visie op de zijns inziens noodzakelijke ontmythologisering. Enerzijds zegt Bultmann er niet op uit te zijn de verkondiging wetenschappelijke criteria op te dringen, anderzijds wil hij echter af van het volgens hem mythische taalgebruik. Volgens Bultmann wordt in het Nieuwe Testament een mythische taal gebezigd, die door het hedendaagse objectiverende rationele denken niet meer aannemelijk kan worden gecommuniceerd. Hij meende dat het op het Nieuwe Testament gebaseerde taalgebruik van de geloofsverkondiging door de gelovigen niet meer kon worden begrepen en dat het geloof daardoor werd waargenomen als een serie "als waarheid te accepteren miraculeuze gebeurtenissen".

### "Existentiale Interpretatie"
De oplossing van dit door Bultmann omschreven probleem, lag volgens hem in het elimineren van elk mythisch taalgebruik. Dan zou de moderne mens de christelijke boodschap weer kunnen begrijpen, vond hij. Hij ontwikkelde voor deze ontmythologisering van de geloofsverkondiging een existentiaalontologie, waarin hij teruggaat op het existentialisme van Søren Kierkegaard, Wilhelm Dilthey en Martin Heidegger. Hij ontwikkelt diens begrip verder tot de Existentiale Interpretatie, die de "mythe" teruginterpreteert op het niveau van het zelfbegrip van de mens. Dat betekent dat de bijbel de individuele mens oproept te besluiten zijn eigenlijke existentie te aanvaarden en na te streven. Zijn Existentiale Interpretatie was voor Bultmann de weg naar de transcendentie, de dialoog tussen God en de mens, waarbij deze laatste de weg naar het "sein-Können" werd geopend.
Deze opvatting had een belangrijk gevolg voor de theologie. De consequentie van Bultmanns bewering is dat heilshandelingen van Christus, zoals de kruisdood, verrijzenis en hemelvaart niet alleen niet rationeel te funderen zijn, maar om die reden buiten de objectiviteit worden geplaatst. Bultmann meende dat wanneer God in de persoon van Jezus handelt, dan alleen handelt in diens woorden, die de gelovige hoort. Het geloof is dan niet meer gebaseerd in een ooit objectief waargenomen opstanding van Christus; de opstanding vindt naar Bultmann pas plaats in de verkondiging van de apostelen. Daarom kon Bultmann ook speculeren over de mogelijkheid dat Jezus zijn kruisdood als een "totale mislukking van zijn missie" zou hebben beschouwd.
In hetzelfde kader plaatste Bultmann ook andere kernuitspraken van het christelijk geloof. De maagdelijke geboorte was volgens hem een mythe, die net zo goed ontmythologiseerd diende te worden als de gehele eschatologie van het christendom. Zijn Existentiale Interpretatie wilde de eschatologische verwachting van het geloof niet meer zien als een objectief einde van de geschiedenis, maar als een persoonlijk, subjectief te interpreteren motief voor de gelovige mens om Christus te volgen.

## Bultmanns invloed
Bultmann telde onder anderen de filosofen Hannah Arendt en Hans Jonas tot zijn leerlingen. De naar hem genoemde theologische "Bultmann"-school was tot in de late jaren 60 van de 20e eeuw bepalend voor de protestantse theologie. Leerlingen van Bultmann waren onder meer Herbert Braun, Ernst Fuchs, Günther Bornkamm en Ernst Käsemann. Een tegenspeler vond Bultmann in de theoloog Karl Barth.
Verdienstelijk was Bultmanns focus op het Kerygma als relevante bron voor nieuwtestamentisch onderzoek. Verschillend kritisch echter wordt zijn begrip van de "Existentiale Interpretatie" gewaardeerd, omdat het handelen van God zich bij Bultmann niet als een objectieve historische realiteit laat ontsluiten. 
- Bibsys: 90055795
- Biblioteca Nacional de Chile: 000073189
- Biblioteca Nacional de España: XX961759
- Bibliothèque nationale de France: cb11930479v (data)
- Catàleg d'autoritats de noms i títols de Catalunya: 981058519693806706
- CiNii: DA00276908
- Gemeinsame Normdatei: 118517406
- International Standard Name Identifier: 0000 0001 1024 5501
- Library of Congress Control Number: n79032119
- Nationale Bibliotheek van Letland: 000006766
- Bibliotheek van het Japanse parlement: 00434780
- Nationale Bibliotheek van Tsjechië: skuk0000184
- Nationale bibliotheek van Australië: 36339228
- Nationale Bibliotheek van Israël: 987007259374105171
- Nationale Bibliotheek van Polen: a0000002354335
- Nationale en Universitaire bibliotheek Zagreb: 000145961
- Nederlandse Thesaurus van Auteursnamen: 068587325
- Réseau des bibliothèques de Suisse occidentale: 02-A003056747
- Istituto Centrale per il Catalogo Unico: CFIV006201
- LIBRIS: 179659
- SNAC: w6xk8pnw
- Système universitaire de documentation: 027404358
- Trove: 1248337
- Virtual International Authority File: 34464958
- WorldCat: E39PBJr3B6ffvpc6x4RT8Y4jG3